# Tzalatom
Tzalatom är en ort i Mexiko.   Den ligger i kommunen Chamula och delstaten Chiapas, i den sydöstra delen av landet, 700 km öster om huvudstaden Mexico City. Tzalatom ligger 2 307 meter över havet och antalet invånare är 310.
Terrängen runt Tzalatom är huvudsakligen kuperad, men västerut är den bergig. Runt Tzalatom är det tätbefolkat, med 550 invånare per kvadratkilometer. Närmaste större samhälle är San Cristóbal de las Casas, 9,9 km sydost om Tzalatom. I omgivningarna runt Tzalatom växer huvudsakligen savannskog.